# Ecuación hipsométrica
La ecuación hipsométrica o ecuación altimétrica es una ecuación utilizada en meteorología y oceanografía que relaciona un cociente entre presiones atmosféricas con el grosor equivalente de una capa atmosférica asumiendo temperatura y gravedad constantes. Se deriva de la ecuación hidrostática y de la ley de los gases ideales.

## Ecuación
La ecuación hipsométrica se expresa como:
| Símbolo                    | Nombre                                              | Valor  | Unidad     |
| -------------------------- | --------------------------------------------------- | ------ | ---------- |
| {\displaystyle h}          | Grosor de la capa atmosférica                       |        | m          |
| {\displaystyle z}          | Altitud                                             |        | m          |
| {\displaystyle g}          | Aceleración gravitacional estándar                  |        | m / s2     |
| {\displaystyle R}          | Constante de los gases específica para el aire seco | 287.06 | J / (kg K) |
| {\displaystyle {\bar {T}}} | Temperatura media de la capa                        |        | K          |
| {\displaystyle p}          | Presión                                             |        | Pa         |

En meteorología, {\displaystyle p_{1}} y {\displaystyle p_{2}} son superficies isobáricas. En altimetría, con la Atmósfera Estándar Internacional, la ecuación hipsométrica se emplea para computar la presión a una altitud dada en capas isotérmicas en la estratosfera superior e inferior.

## Derivación de la ecuación
La ecuación hidrostática:
{\displaystyle p=\rho \cdot g\cdot z}
donde {\displaystyle \rho } es la densidad [kg/m3], se usa para generar la ecuación del equilibrio hidrostático, expresada en forma diferencial:
{\displaystyle dp=-\rho \cdot g\cdot dz}
Esto se combina con la ley de los gases ideales: 
{\displaystyle p=\rho \cdot R\cdot T}
Recordar que en todo el desarrollo que sigue, {\displaystyle R} no es la Constante de los gases ideales sino la constante específica para el aire seco, es decir, aquí {\displaystyle R} es la  constante de los gases dividida por la masa molar del aire seco.
Para eliminar {\displaystyle \rho }:
{\displaystyle {\frac {\mathrm {d} p}{p}}={\frac {-g}{R\cdot T}}\,\mathrm {d} z}
Esta expresión se integra entre {\displaystyle z_{1}} y {\displaystyle z_{2}}:
{\displaystyle \int _{p(z_{1})}^{p(z_{2})}{\frac {\mathrm {d} p}{p}}=\int _{z_{1}}^{z_{2}}{\frac {-g}{R\cdot T}}\,\mathrm {d} z}
R y g son constantes respecto de z, por lo que se pueden sacar fuera de la integral. Si la variación de la temperatura es lineal respecto de z (como se supone en la Atmósfera Estándar Internacional), también se puede sacar de la integral reemplazándola por {\displaystyle {\bar {T}}}, la temperatura media entre {\displaystyle z_{1}} y {\displaystyle z_{2}}.
{\displaystyle \int _{p(z_{1})}^{p(z_{2})}{\frac {\mathrm {d} p}{p}}={\frac {-g}{R\cdot {\bar {T}}}}\int _{z_{1}}^{z_{2}}\,\mathrm {d} z}
Al integrar, se obtiene:
{\displaystyle \ln \left({\frac {p(z_{2})}{p(z_{1})}}\right)={\frac {-g}{R\cdot {\bar {T}}}}(z_{2}-z_{1})}
que se simplifica a:
{\displaystyle \ln \left({\frac {p_{1}}{p_{2}}}\right)={\frac {g}{R\cdot {\bar {T}}}}(z_{2}-z_{1})}
Reordenando los términos, queda:
{\displaystyle z_{2}-z_{1}={\frac {R\cdot {\bar {T}}}{g}}\ln \left({\frac {p_{1}}{p_{2}}}\right)}
o, alternativamente, eliminando el logaritmo neperiano (ln):
{\displaystyle {\frac {p_{1}}{p_{2}}}=e^{{\frac {g}{R\cdot {\bar {T}}}}\cdot (z_{2}-z_{1})}}